# Treron australis
Treron australis là một loài chim trong họ Columbidae.

## Phân loài
- T. a. australis
- T. a. griveaudi
- T. a. xenius